# Атанас Атанасов (политик, р. 1959)
Вижте пояснителната страница за други значения на Атанас Атанасов.
Атанас Петров Атанасов е български юрист и политик от партиите Съюз на демократичните сили (2002 – 2004 г.) и Демократи за силна България (след 2004). Секретар на МВР (1997 – 1998), директор на Националната служба за сигурност (1998 – 2001). Генерал-майор (1999). Депутат в XL народно събрание от листата на ДСБ и в XLIII народно събрание от листата на Реформаторския блок. Депутат в XLV, XLVI, XLVII и XLVIII народно събрание, на които е и заместник-председател, от листата на Демократична България. Народен представител от ДБ и в XLIX, L и LI народно събрание .

## Биография
Атанас Атанасов е роден на 17 май 1959 г. в село Батин, Беленско. Завършва право в Софийския университет „Климент Охридски“, след което е съдия в Русе (1987 – 1988) и прокурор в Разград (1989 – 1992). През 1992 – 1995 година оглавява районната дирекция на Министерството на вътрешните работи (МВР) в Разград , а след това работи като адвокат.
През 1997 г. Атанасов става за кратко секретар на МВР. На 8 септември 1997 г. е назначен за директор на Националната служба за сигурност за срок от една година. На 8 септември 1998 г. е освободен от длъжността секретар на Министерството на вътрешните работи и назначен за директор на Националната служба „Сигурност“. На 26 февруари 1999 г. е удостоен с висше военно звание генерал-майор. На този пост се замесва по-активно с политическия живот, като на 10 декември 1999 година предоставя на министър-председателя Иван Костов списък с 226 имена от доклад за корупция. Впоследствие са уволнени десет министри, сред които Богомил Бонев, Марио Тагарински и Александър Божков. На 5 ноември 2001 година докладът на Атанасов е цитиран в телевизионен предизборен дебат от кандидата за президент Петър Стоянов, което, според някои анализатори, става причина мнозина да оттеглят гласовете си в подкрепа на Петър Стоянов, както и загубата му на изборите.
На 14 декември 2001 г. е освободен от длъжността директор на Национална служба „Сигурност“ на Министерството на вътрешните работи. След това се занимава с обществена дейност. Става член на Клуб „Диалог“, на базата на който през 2004 година е създадена партията Демократи за силна България. От 2005 до 2009 година Атанас Атанасов е депутат от ДСБ. От 2006 г. е председател на софийската организация на партията, а от 10 юни 2017 г. председател на партията.
На парламентарните избори през 2009 г. Атанасов не получава депутатски мандат, но през септември е назначен в Съвета на директорите на държавното предприятие „Информационно обслужване“ АД, където остава до август 2010 година. когато е освободен от Симеон Дянков. На местните избори през 2011 г. става общински съветник в Столична община в групата на Синята коалиция. На извънредните парламентарни избори през октомври 2014 г. е избран за депутат от КП „Реформаторски блок“ (в която участва като представител на ДСБ) от два района – 1 МИР (Благоевград) и 23 МИР (София), като избира да стане депутат от 23 МИР.
На 10 юни 2017 г. е избран за председател на ДСБ.
На 12 април 2018 г., в качеството си на председател на ДСБ, съучредява и е избран за съпредседател на политическото обединение „Демократична България“. На 15 април 2021 г. е избран за заместник-председател на XLV народно събрание от Демократична България. На 21 юли 2021 г. е избран за заместник-председател на XLVI народно събрание. На 3 декември 2021 г. е избран за заместник-председател на XLVII народно събрание.
През 2022 г. е преизбран за председател на Демократи за силна България.